# Алфей (мифология)
Алфе́й (др.-греч. Ἀλφειός) — в древнегреческой мифологии бог одноимённой реки в Пелопоннесе, сын титанов Океана и Тефиды, отец Орсилоха. Его представляют в человеческом облике. Алтарь его в Олимпии.
Был охотником, который влюбился в Артемиду и преследовал её по всей Греции. Он явился в Летрины на ночной праздник, который справляли Артемида и нимфы, но Артемида вымазала у всех лицо грязью и илом, и Алфей не узнал её. Поэтому установлены обряды Артемиды Алфееи.
Не сумев добиться любви Артемиды, влюбился в нимфу Аретусу, которая, однако, не платила взаимностью; Артемида же, спасая Аретусу от преследований Алфея, превратила её в ручей. Алфей, однако, нашёл свою возлюбленную на острове Ортигия (либо на Делосе, либо близ Сиракуз на Сицилии) — там слились воды Алфея и Аретусы. Его течение продолжается в море, что подтвердил и Дельфийский оракул.